# محمد بن نوح الجنديسابوري المضروب
أبو الحسن محمد بن نوح الجنديسابوري المضروب راوي حديث نبوي، وصاحب أحمد بن حنبل. سكن بغداد، كان أحد المشهورين بالسنة وحدّث شيئًا يسيرًا.

## سيرته
محمد بن نوح بن عبد الله، أبو الحسن الجنديسابوري، وقيل محمد بن نوح بن ميمون بن عبد الحميد بن أبي الرجال، العجلي السراج المعروف والده بالمضروب. عندما وقعت محنة خلق القرآن، كتب المأمون كتاب وهو بالرقة إلى إسحاق ابن إبراهيم صاحب الشرطة ببغداد بامتحان الناس، فلما امتحنهم إسحاق أجاب أغلبهم إلا أربعة: أحمد بن حنبل، ومحمد بن نوح، والحسن بن حماد سجاده، وعبيد الله بن عمر القواريري. فقيَّدهم وأرصدهم ليبعث بهم إلى المأمون، ثم استدعى بهم في اليوم الثاني فامتحنهم فأجاب سجاده إلى القول بذلك فأُطلق، ثم امتحنهم في اليوم الثالث فأجاب القواريري إلى ذلك فأطلق قيده.
فلم يبق إلا أحمد بن حنبل ومحمد بن نوح الجنديسابوري لأنهما أصرا على الامتناع من القول بخلق القرآن، فأكد قيودهما وجمعهما في الحديد وبعث بهما إلى الخليفة وهو بطرسوس، وكتب كتابًا بإرسالهما إليه. فاستدعاهم إسحاق وألزمهم بالمسير إلى طرسوس فساروا إليها، فلما كانوا ببعض الطريق بلغهم موت المأمون فردوا إلى الرقة، ثم أُذن لهم بالرجوع إلى بغداد. مات محمد بن نوح في الطريق سنة 218 هـ.
يقول أحمد بن حنبل: «ما رأيت أحدًا على حداثة سنه وقلة علمه أقوم بأمر اللَّه من محمد بن نوح، وإني لأرجو أن يكون اللَّه قد ختم له بخير، قال لي ذات يوم وأنا معه خلوين: يا أبا عبد اللَّه، اللَّه اللَّه إنك لست مثلي، أنت رجل يُقتدى بك، وقد مد هذا الخلق أعناقهم إليك لما يكون منك، فاتق اللَّه واثبت لأمر اللَّه. أو نحو هذا الكلام. فعجبت من تقويته لي وموعظته إياي. انظر بما ختم له! فلم يزل ابن نوح كذلك ومرض حتى صار إلى بعض الطريق فمات. فصليت عليه ودفنته». وقال الخطيب البغدادي في كتابه تاريخ بغداد: «وكان المأمون كتب وهو بالرقة إلى إسحاق بن إبراهيم صاحب الشرطة ببغداد بحمل أحمد بن حنبل ومحمد بن نوح إليه بسبب المحنة، فأخرجا من بغداد على بعير متزاملين، ثم إن محمد بن نوح أدركه المرض في طريقه». كما ذكر صلاح الدين الصفدي في كتابه الوافي بالوفيات: «كان محمد عالمًا، زاهدًا، ورعًا، مشهورًا بالسنة والدين والثقة، امتحن بالقول بخلق القرآن فثبت على السنة».

## روايته للحديث
- روى عن: إسحاق بن يوسف الأزرق، وإسماعيل بن علية، وزياد بن عبد الله البكائي.[1]
- روى عنه: أحمد بن محمد البغدادي، والحسن بن العباس الرازي، ومحمد بن إسحاق السراج.[1]
- منزلته عند أهل الحديث: قال أحمد بن حنبل لمن سأله عنه: اكتب عنه، فإنه ثقة. وقال المروذي: أثنى عليه أحمد بن حنبل خيرًا.[2] وقال الخطيب البغدادي: «كان أحد المشهورين بالسنة، وحدث شيئًا يسيرًا».[4] وقال ابن الجوزي: كان أحد المشتهرين بالسنة والدين والثقة.[1]